# Carsten Peter Thiede
Carsten Peter Thiede (Berlín Este, 8 de agosto de 1952  - Paderborn, 14 de diciembre de 2004) fue un biblista alemán, conocido por sus investigaciones sobre los Rollos del Mar Muerto, especialmente por sus estudios acerca de la identificación del papirólogo catalán Josep O’Callaghan Martínez, quien sostuvo la  tesis según la cual el papiro 7Q5 es un fragmento del Evangelio de Marcos. Como dicho fragmento es demasiado pequeño y algunas letras son ilegibles, O’Callaghan permaneció aislado del mundo intelectual por más de una década, pero las reflexiones y posteriores análisis de Thiede pusieron la discusión sobre la mesa nuevamente hacia principios de los años ochenta.
De la misma manera, un papiro del Magdalen College de Oxford, conocido como Papiro Magdalena, fue objeto de sus trabajos, que lo llevaron a concluir que se trata de fragmento griego del Evangelio de Mateo, que data de la segunda mitad del siglo I, según estimaciones paleográficas. Esta tesis provocó de nuevo gran controversia.